# Mellansjön (Grangärde socken, Dalarna)
Mellansjön är en sjö i Ludvika kommun i Dalarna och ingår i Norrströms huvudavrinningsområde. Sjön har en area på 0,677 kvadratkilometer och ligger 265,1 meter över havet. Sjön avvattnas av vattendraget Norsån.

## Delavrinningsområde
Mellansjön ingår i det delavrinningsområde (668737-144596) som SMHI kallar för Inloppet i Norsen. Medelhöjden är 319 meter över havet och ytan är 26 kvadratkilometer. Det finns inga avrinningsområden uppströms utan avrinningsområdet är högsta punkten. Norsån som avvattnar avrinningsområdet har biflödesordning 4, vilket innebär att vattnet flödar genom totalt 4 vattendrag innan det når havet efter 291 kilometer. Avrinningsområdet består mestadels av skog (77 procent). Avrinningsområdet har 1,65 kvadratkilometer vattenytor vilket ger det en sjöprocent på 6,3 procent.